# Zhòng Kāng
Zhòng Kāng (仲康) fou el quart sobirà de la dinastia Xia, germà menor de Tai Kang, el seu predecessor com a governant. Va prendre el tron a causa de la mala gestió del seu germà l'any de Jichou (己丑), i va mantenir la capital en Zhenxun.
Durant el dia de Gengwu (庚戌), setembre en el 5è any del seu règim, va haver-hi, segons diverses fonts, un eclipsi solar, un esdeveniment important en aquella època.
Zhòng Kāng va ordenar a un dels seus generals, Zeng (胤) conduir les seves tropes amb l'objectiu de conquistar Yihe, on el rei local, amant del bon vi i les dones, donava mala vida als seus ciutadans.
En el 6è any del seu règim va designar Kunwu (昆吾) com el seu primer ministre.
El seu fill, anomenat Xiāng, no residií al costat d'ell a la capital sinó que visqué a Shangqiu sota la tutela d'un altre dels ministres del rei, Pi (邳).